# Amolops jinjiangensis
Amolops jinjiangensis är en groddjursart som beskrevs av Su, Yang och Li 1986. Amolops jinjiangensis ingår i släktet Amolops och familjen egentliga grodor. IUCN kategoriserar arten globalt som sårbar. Inga underarter finns listade i Catalogue of Life.